# Ramal Paraná-Concepción del Uruguay del Ferrocarril General Urquiza
El ramal Paraná-Basavilbaso-Concepción del Uruguay (ramal U-5) pertenece al Ferrocarril General Urquiza como parte de la red de ferrocarriles de Argentina. El tramo entre la estación Concepción del Uruguay y el Puerto de Concepción del Uruguay se denomina ramal U-28.

## Ubicación
Se halla íntegramente en la provincia de Entre Ríos, cruzándola de oeste a este desde la ciudad de Paraná hasta Concepción del Uruguay, a través de 280 km. Otros 6 km de vías que unían la Estación Paraná con la Estación Bajada Grande, donde se halla el kilómetro cero del ramal, se hallan abandonados y cortados en varios puntos. El ramal tiene acceso al Puerto de Concepción del Uruguay y antiguamente lo tenía al muelle de Bajada Grande.

## Historia
Su construcción fue autorizada por ley del 12 de junio de 1883 y estuvo a cargo del Ferrocarril Central Entrerriano en la década de 1880. Se construyó en 3 tramos: Bajada Grande-Nogoyá (127 km), Nogoyá-Rosario del Tala (69 km) y Rosario del Tala-Concepción del Uruguay (90 km), totalizando 287,98 km.
El 30 de junio de 1887 se habilitó la conexión ferroviaria a través de la línea que luego se integraría en el Ferrocarril General Urquiza con las ciudades de Paraná, Nogoyá y Rosario del Tala. El 1 de noviembre de 1888 comenzaron a circular trenes de recreo entre Paraná y Bajada Grande y el 16 de octubre de 1896 fue inaugurado el muelle de Bajada Grande. Las operaciones de carga en los muelles de Bajada Grande continuaron hasta 1985 y la vía quedó cortada desde 1988 al caerse el puente sobre el arroyo Antoñico.
Durante el gobierno de Carlos Menem el 10 de marzo de 1993 los ramales de Entre Ríos fueron abandonados, quedando suspendido el servicio del tren n.º 609-610 Río Paraná que circulaba entre la Estación Federico Lacroze y Paraná y el servicio de los trenes n.º 2305 a 2308 entre Concepción del Uruguay y Paraná.
El 19 de diciembre de 2009 se realizó un viaje de prueba desde Paraná a Basavilbaso con la presencia del gobernador Sergio Urribarri. Fue la primera vez en 18 años que volvió a pasar el tren por esas vías.
El servicio Paraná-Concepción del Uruguay fue puesto en marcha el 28 de junio de 2010 con un coche motor Materfer que corría los días viernes de Paraná a Concepción del Uruguay y efectuaba el regreso los días domingos. El servicio pasaba por 24 localidades entrerrianas operado por la Unidad Ejecutora Ferroviaria de Entre Ríos.
El 18 de septiembre de 2013, por encargo del Estado Nacional y la gestión de gobierno de Cristina Fernández de Kirchner, el ministro del Interior y Transporte, Florencio Randazzo y el gobernador Urribarri, la Operadora Ferroviaria Sociedad del Estado pasó a encargarse del costo operativo del ramal, siendo esta la actual responsable del servicio de pasajeros, y la Administración de Infraestructura Ferroviaria la encargada del mantenimiento e infraestructura del ramal. Satélite Ferroviario. Paraná - Concepción del Uruguay</ref>

## Imágenes

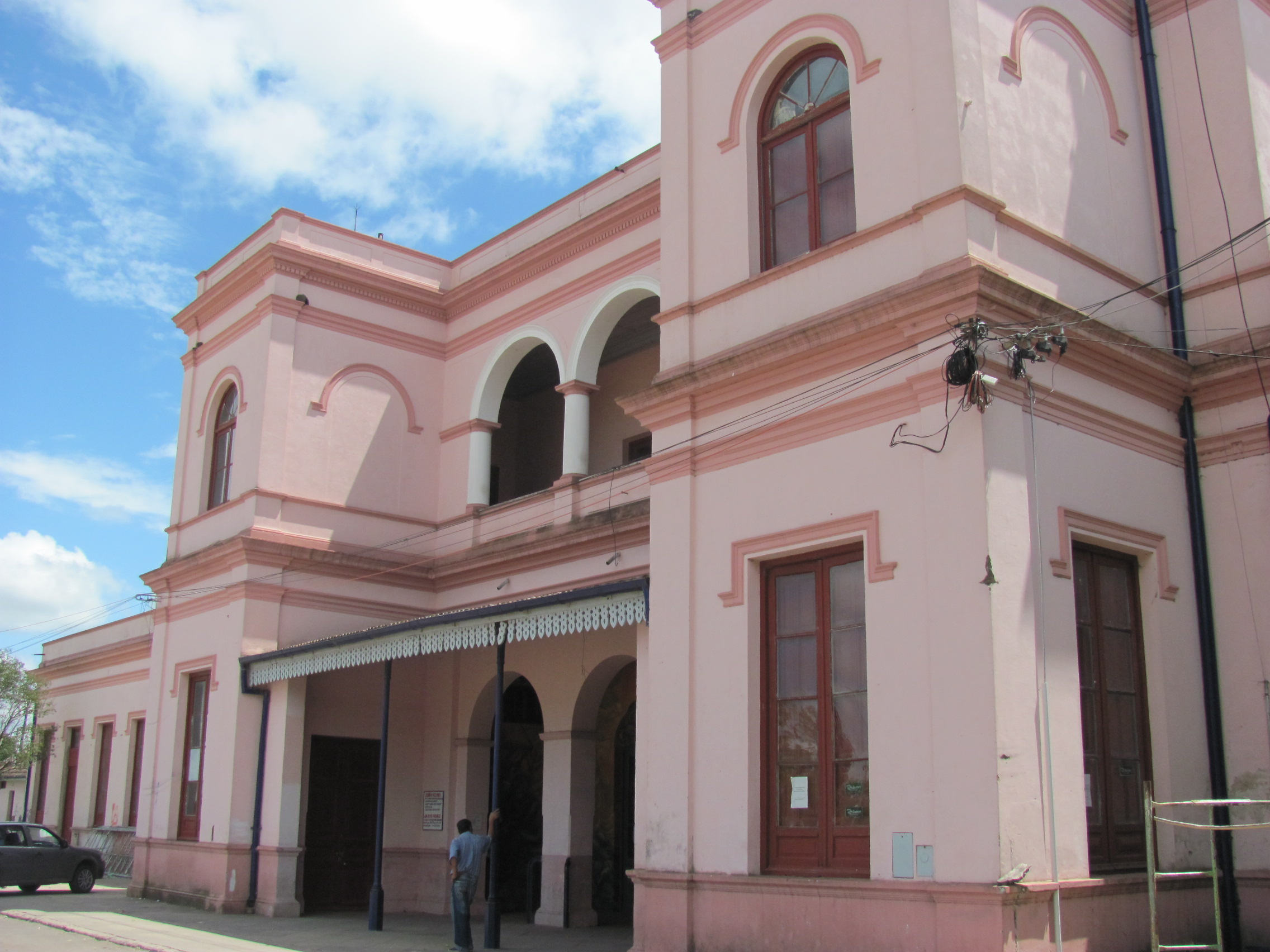
Frente de la estación Concepción del Uruguay
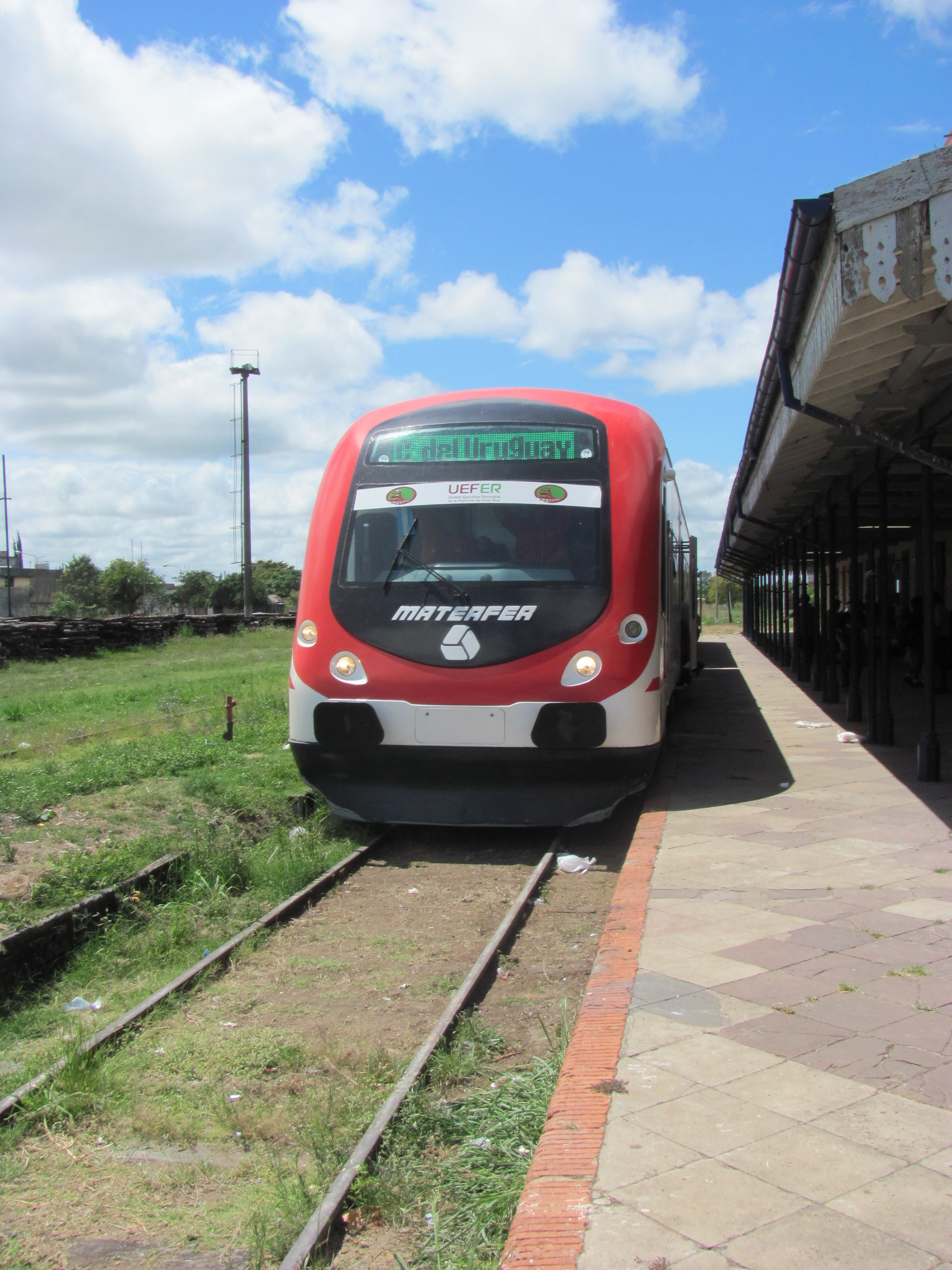
Formación Materfer que recorre el ramal